# كأس العالم لكرة القدم المصغرة
كأس العالم لكرة القدم المصغرة (بالإنجليزية: WMF World Cup)‏ هي منافسة دولية في كرة القدم المصغرة تتنافس فيها الفرق الوطنية (رجال كبار) الأعضاء في الاتحاد الدولي لكرة القدم المصغرة.

تم الإعلان في نوفمبر 2013 على أن أول نسخة من كأس العالم ستنظم في 2015 في الولايات المتحدة.

## التاريخ

### المسابقات الدولية السابقة
أول مسابقة دولية في كرة القدم المصغرة نظمت في 1997 في مدينة مكسيكو تحت رعاية الاتحاد الدولي لكرة القدم السريعة. شارك في هذه الدورة 12 منتخبا وفاز بها منتخب المكسيك أمام نظيره الأمريكي.

في فبراير 2012، الاتحاد الدولي لكرة القدم السريعة نظم لأول مرة على الإطلاق بطولة الاتحاد الدولي لكرة القدم السريعة للأندية في مونتيري في المكسيك. شارك في البطولة أربعة فرق، وفاز بها سان دييغو سوكرز على مونتيري فلاش بنتيجة 5-3 في النهائي.

## النسخ
| 2015 | الولايات المتحدة         | الولايات المتحدة | 3-5 | المكسيك  | البرازيل رومانيا | 12 |
| 2017 | تونس                     | التشيك           | 0-3 | المكسيك  | السنغال إسبانيا  | 24 |
| 2019 | أستراليا                 | المكسيك          | 0-4 | البرازيل | رومانيا المجر    | 32 |
| 2023 | الإمارات العربية المتحدة |                  | -   |          |                  | 32 |

## مقالات ذات صلة
- كرة القدم المصغرة

## روابط خارجية
- الموقع الرسمي للاتحاد الدولي لكرة القدم المصغرة.